# Ammomanes
Ammomanes – rodzaj ptaków z rodziny skowronków (Alaudidae).

## Zasięg występowania
Rodzaj obejmuje gatunki występujące w Afryce i Azji.

## Morfologia
Długość ciała 14–17 cm; masa ciała 14–30 g.

## Systematyka

### Etymologia
- Ammomanes (Annomanes): gr. αμμος ammos ‘piasek’; -μανης -manēs ‘pasjonować się’, od μανια mania ‘pasja’, od μαινομαι mainomai ‘wściekać się’ (por. μανης manēs ‘rodzaj kubka’; μανης manēs ‘niewolnik’; łac. manes ‘duch, cienie zmarłych’)[7].
- Ammomanoides: rodzaj Ammomanes Cabanis, 1851 (skowronik); gr. -οιδης -oidēs ‘przypominający’[8]. Gatunek typowy: Mirafra phoenicuroides Blyth, 1853 (= Mirafra phoenicura Franklin, 1831).

### Podział systematyczny
Do rodzaju należą następujące gatunki:
- Ammomanes cinctura (Gould, 1839) – skowronik rudawy
- Ammomanes phoenicura (Franklin, 1831) – skowronik rdzawy
- Ammomanes deserti (M.H.C. Lichtenstein, 1823) – skowronik piaskowy